# Костюк Вадим Валентинович
Вадим Валентинович Костюк (нар. 13 серпня 1974, Могилів-Подільський, Вінницька область, Українська РСР, СРСР) — український дипломат. Надзвичайний і Повноважний Посланник. Тимчасовий повірений у справах України в Австрії (2007—2008). Генеральний консул України в Мюнхені (з 2012).

## Біографія
Народився 13 серпня 1974 року в місті Могилів-Подільський Вінницької області — на батьківщині матері. У віці двох тижнів Вадима перевезли в Кам'янець-Подільський — на батьківщину батька. Мешкав у Старому місті. 1991 року закінчив Кам'янець-Подільську середню школу № 1 з поглибленим вивченням німецької мови.
1996 року закінчив Київський лінгвістичний університет.
З 01.1997 по 06.1997 пройшов курс навчання в Дипломатичній школі для молодих дипломатів з країн центральної та середньої Європи при Федеральному міністерстві закордонних справ ФРН. Володіє англійською, російською та німецькою мовами.
З 05.1996 до 04.1998 рр. — аташе, третій секретар Управління Європи та Америки Міністерства закордонних справ України.
З 04.1998 до 09.1999 рр. — аташе Берлінського відділення Посольства України в Німеччині, третій секретар Посольства України в Німеччині.
З 01.2002 до 03.2004 рр. — третій, другий, перший секретар Другого територіального управління МЗС України
З 03.2004 до 07.2009 рр. — другий, перший секретар Посольства України в Австрії
З 01.2007 до 09.2008 рр. — Тимчасовий повірений у справах України в Австрії
З 09.2009 до 04.2012 рр. — Головний спеціаліст, завідувач сектору, завідувач відділу Головного управління Державного Протоколу та Церемоніалу Адміністрації (Секретаріату) Президента України.
З 05.2012 до 08.2017 рр. — Генеральний консул України в Мюнхені.
З 09.2017 до 29.08.2020 рр. — заступник директора департаменту — начальник відділу МЗС України.
З 30.08.2020 р. дотепер — Генеральний консул України у Франкфурті-на-Майні.

## Дипломатичний ранг
- Надзвичайний і Повноважний Посланник 1-го класу. (08.2015)

## Нагороди
- Орден «За заслуги» III ст. (21 грудня 2023) — за вагомий особистий внесок у розвиток міждержавного співробітництва, плідну дипломатичну діяльність та високий професіоналізм[2]